# Prosopocera pajoti
Prosopocera pajoti är en skalbaggsart som beskrevs av Stefan von Breuning 1974. Prosopocera pajoti ingår i släktet Prosopocera och familjen långhorningar. Inga underarter finns listade i Catalogue of Life.